# مقبرة الحرب الهندية في العمارة

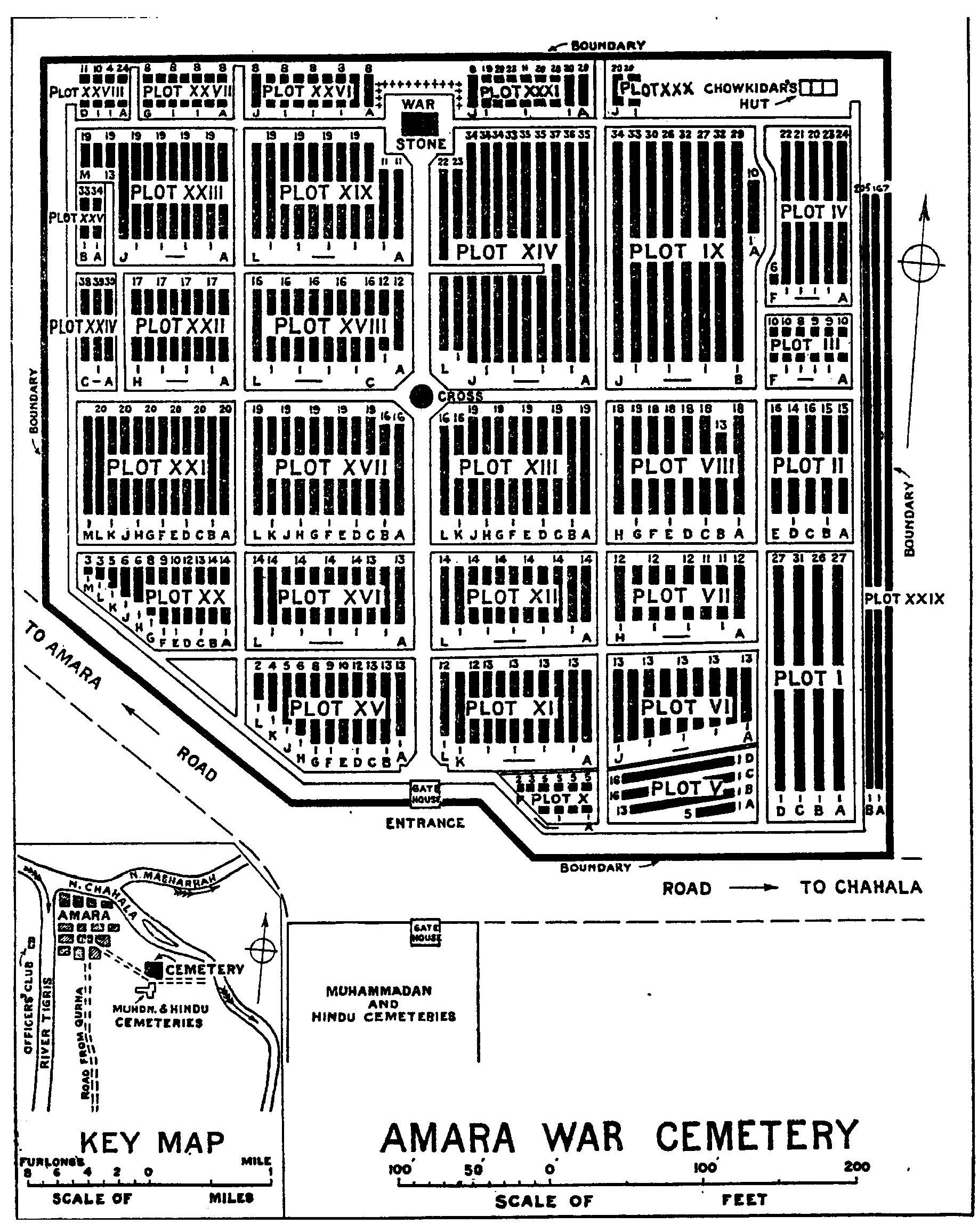
مخطط المقبرة البريطانية ويظهر أسفلها موقع المقبرة الهندية.

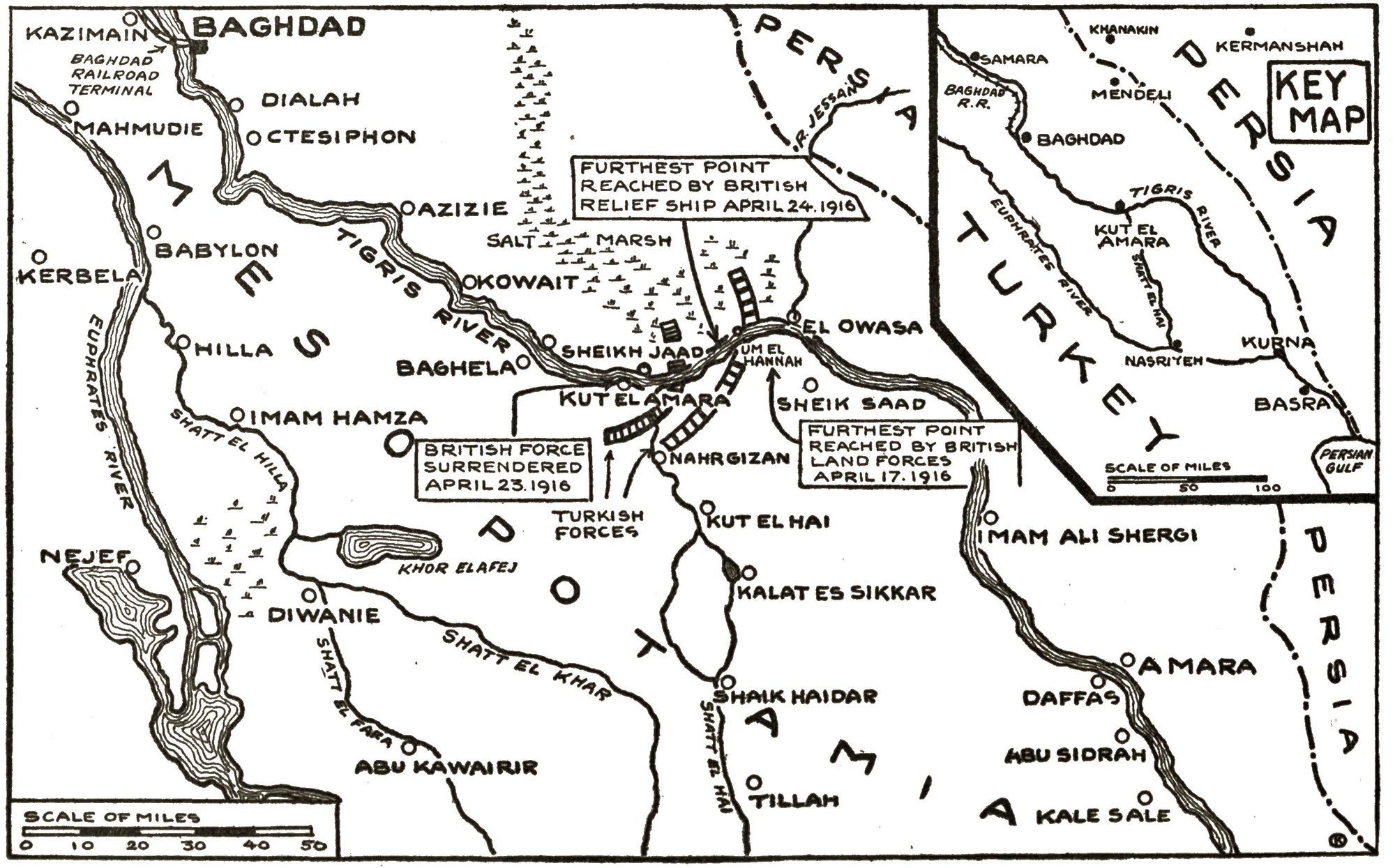
العمارة (أسفل اليمين) على خريطة تعود لفترة الحرب العالمية الأولى.

مقبرة الحرب الهندية في العمارة (الضفة اليسرى) هي مقبرة عسكرية تقع في مدينة العمارة (محافظة ميسان), جنوب العراق، وتضم قبور أكثر من 5000 جندي هندي لقوا حتفهم خلال الحرب العالمية الأولى. تتولى هيئة الكومنولث لمقابر الحرب (CWGC) مسؤولية صيانتها.

## الموقع
تقع المقبرة مباشرة إلى الجنوب من أحد فروع نهر دجلة عند تفرعه في العمارة، في منطقة استولت عليها حملة بلاد الرافدين خلال الحرب العالمية الأولى. أصبحت العمارة مركزًا طبيًا رئيسيًا يضم وحدات طبية على ضفتي النهر وسبعة مستشفيات عامة. تقع المقبرة الهندية مباشرة جنوب مقبرة الحرب في العمارة البريطانية، ويُشار إليها في خريطة المقبرة البريطانية بعبارة "مقابر المحمديين والهندوس".

## المدفونون
يُعتقد أن هناك أكثر من 5000 جندي هندي مدفونين في المقبرة، إلا أن 9 فقط تم التعرف عليهم جميعهم بعد توقيع الهدنة. وفقًا لهيئة الكومنولث، أُرسلت سجلات الدفن إلى القائد العام للقوات في سيملا عام 1919، لكنها أُتلفت لاحقًا.
أُقيم نصب تذكاري كتب عليه: "تخليدًا لذكرى المحمديين الشجعان الذين ضحوا بحياتهم في الحرب العظمى من أجل ملكهم وبلادهم".

## الحالة
في أبريل 2016، ذكر الصحفي مارتن فليتشر من ذا تايمز في تقرير من العمارة أن المقبرة أصبحت تحت سيطرة مدينة ألعاب ميسان، حيث أُقيمت دوامة خيل ودولاب هواء داخلها.